# Algot Lönn
Algot Lönn, född 18 december 1887 i Eskilstuna, död 3 april 1953 i Eskilstuna, var en svensk cyklist.
Han blev olympisk guldmedaljör i Stockholm 1912.